# Carlo Pasceri
Carlo Pasceri (Roma, 14 dicembre 1964) è un chitarrista, compositore e insegnante di musica italiano.

## Biografia
Inizia la sua attività professionale nel 1990 dopo aver vinto il concorso Europeo Giovani Talenti del Jazz organizzato dalla RAI. Nel corso dello stesso anno ottiene l'attestato del Berklee College of Music, mentre nei due anni successivi arriva in finale al concorso di chitarra jazz Eddie Lang.
Dopo due anni in tournée con la cantante Marina Rei (all'epoca conosciuta con lo pseudonimo Jamie Dee), nel 1995 pubblica il suo primo disco fusion Blue Challenge, presentato nelle note di copertina da Roberto Gatto. Un brano del disco, Running, viene usato per introdurre alcuni servizi giornalistici nel corso della trasmissione televisiva Porta a Porta nel 1996. Il disco presenta inoltre, unica eccezione in tutta la discografia di Pasceri, un brano cantato (A Day Of The Blues) scritto insieme alla cantante Carla Marcotulli.
Tra il 1996 e il 2001 pubblica altri tre dischi solisti: Real Koob (che ottiene ottime recensioni dalla critica specializzata), No Gravity e Cannibali Alchimie.
Fino al 2000 affianca all'attività di artista solista, quella di turnista (partecipa anche alla colonna sonora del film di Carlo Verdone, C'era un cinese in coma), ed è ospite in trasmissioni televisive e radiofoniche (nel corso delle quali suona anche con Giovanni Tommaso e Martial Solal).
Nel 2001 è chitarrista solista nella tournée estiva di Bobby Solo.
Nel 2006 dà vita al progetto Curvatura 9 (con Stefano Alagi al basso e Luca Fareri - successivamente Cristiano Micalizzi - alla batteria). Il trio pubblica un disco per l'etichetta SoundFactor.
Fino al 2004 collabora, scrivendo articoli e recensioni, con alcune riviste di musica (tra cui Ciao 2001, Fare Musica e AXE magazine).
Dal 2006 si dedica con sempre maggiore insistenza all'attività didattica, ricoprendo il ruolo di docente di Tecnica Audio presso la Provincia di Roma.
Pasceri svolge anche l'attività di scrittore, pubblicando Tecnologia Musicale (2011), Musica '70. L'età aurea: progressioni rock per il futuro (2013) e Supreme Kind of Brew. Tre capolavori Jazz: riscoperta e nuove prospettive (2013).
Dal 2013 collabora con il sito jazzitalia.net, nel quale pubblica periodicamente una serie di lezioni musicali e articoli.

## Discografia

### Solista
- 1995: Blue Challenge (TGE Gruppo Editoriale, riedito da Crisler Music)
- 1996: Real Koob (CAPA Music)
- 1999: No Gravity (Panastudio Production)
- 2001: Cannibali Alchimie

### Curvatura 9
- 2006: Curvatura 9 (Soundfactor)

## Libri
- 2011: Tecnologia Musicale. La rivelazione della musica - ISBN 88-548-4434-9
- 2013: Musica 70. L'età aurea: progressioni rock per il futuro
- 2013: Supreme Kind of Brew. Tre capolavori Jazz: riscoperta e nuove prospettive
- 2014: Piccolo Glossario Sinottico Musicale
- 2015: Viaggio all'interno della Musica
- 2015: Dischi da leggere - Vol.1. Miles Davis - Kind of Blue
- 2015: Dischi da leggere - Vol.2. John Coltrane - A Love Supreme
- 2015: Dischi da leggere - Vol.3. Miles Davis - Bitches Brew
- 2015: Dischi da leggere - Vol.4. Return To Forever - Hymn of the Seventh Galaxy
- 2015: Dischi da leggere - Vol.5. Pink Floyd - Wish You Were Here
- 2015: Dischi da leggere - Vol.6. Led Zeppelin - Houses of the Holy
- 2015: Dischi da leggere - Vol.7. Deep Purple - In Rock
- 2016: Dischi da leggere - Vol.8. King Crimson - Red
- 2016: Dischi da leggere - Vol.9. Genesis 1970-1976
- 2016: Dischi da leggere - Vol.10. Pink Floyd 1967-1972
- 2017: Dischi da leggere - Vol.11. Soft Machine 1968 - 1981
- 2017: Compendio della Musica Occidentale
- 2017: Dischi da leggere - Vol.12. Jethro Tull - Stand Up, Benefit, Aqualung
- 2018: Quaderni Musicologici (Ritmo, Melodia, Armonia, Timbro)
- 2018: Dischi da leggere - Vol.13. Premiata Forneria Marconi - Gli anni settanta
- 2019: Eroi Elettrici - I grandi solisti della chitarra